# جومانجي: مرحبا بكم في الأدغال
جومانجي: مرحبًا بكم في الأدغال أو جومانجي 2 هو فيلم ثلاثي الأبعاد وأكشن ومغامرات أمريكي عُرِّض في 20 ديسمبر 2017 هو فيلم مستقل عن فيلم جومانجي الذي أنتج سنة 1995 والفيلم من إخراج جيك كاسدان وكتبه كريس ماكينا وإريك سومرز و سكوت روزنبرغ وجيف بينكنر. فيلم بطولة دواين جونسون وكيفن هارت وجاك بلاك وكارين جيلان ونيك جوناس وبوبي كانافالي.

## قصة الفيلم
أربعة طلاب بالمدرسة الثانوية يكتشفون لعبة قديمة تقحمهم داخل الغابة المرتبطة بإعدادات اللعبة ووحدة تحكمها، حرفيًا اللعبة تتجسد في اختياراتهم التي تقف عليها أنشطتهم، ليدركوا مع الوقت أن (جومانجي) ليست مجرد لعبة، بل تحدي للبقاء على قيد الحياة، حيث عليك أن تكمل جميع مراحل اللعبة لتتمكن من العودة إلى عالمك الواقعي.

## انظر ايضاً
- رامبيج

## روابط خارجية
- جومانجي: مرحبا بكم في الأدغال على موقع IMDb (الإنجليزية)
- جومانجي: مرحبا بكم في الأدغال على موقع ميتاكريتيك (الإنجليزية)
- جومانجي: مرحبا بكم في الأدغال على موقع روتن توميتوز (الإنجليزية)
- جومانجي: مرحبا بكم في الأدغال على موقع نتفليكس (الإنجليزية)
- جومانجي: مرحبا بكم في الأدغال على موقع قاعدة بيانات الأفلام العربية
- جومانجي: مرحبا بكم في الأدغال على موقع ألو سيني (الفرنسية)
- جومانجي: مرحبا بكم في الأدغال على موقع Turner Classic Movies (الإنجليزية)
- جومانجي: مرحبا بكم في الأدغال على موقع أول موفي (الإنجليزية)
- جومانجي: مرحبا بكم في الأدغال على موقع بوكس أوفيس موجو (الإنجليزية)
- جومانجي: مرحبا بكم في الأدغال على موقع فيلمافينيتي (الإسبانية)